# 잔루카 팔리우카
잔루카 팔리우카(이탈리아어: Gianluca Pagliuca, 1966년 12월 18일, 이탈리아 볼로냐 ~ )는 이탈리아의 은퇴한 축구 선수로, 포지션은 골키퍼였다.

## 선수 경력
1987년 삼프도리아에 입단해 선수생활을 시작하였으며, 소속팀에서의 활약으로 인해 대표팀에 발탁되어 소비에트 연방과의 평가전에서 데뷔전을 치러 1990년 FIFA 월드컵 대표에 뽑히게 되지만, 왈테르 젱가에 밀려 벤치를 지켜야 하였다. 그 후 1994년 다시한번 대표팀 승선에 성공하였으며, 월드컵 2차전인 노르웨이전에서 퇴장을 당했지만, 16강, 8강, 4강에서까지 신들린 선방으로 이탈리아를 결승에 올려놓았다. 그는 120분 내내 브라질의 맹공격을 신들린 선방으로 막아내었고, 승부를 가리지 못해 승부차기에 돌입한 그는 첫 번째 키커인 마르시우 산투스의 킥을 막아냈으나, 팀은 막판 로베르토 바조의 실축으로 브라질에게 우승컵을 내주었다. 그 후 월드컵에서의 활약으로 1994년 인터 밀란으로 이적하였으며, 1998년에 다시 대표팀의 부름을 받았다. 그러나 이 뒤에 지안루이지 부폰과 프란체스코 톨도가 자리잡고 있었다. 많은 사람들의 맹비난에도 불구하고 대회 내내 좋은 활약을 보여주었고, 특히 8강전인 프랑스와의 경기에서는 프랑스의 6~7차례 결정적인 찬스를 선방으로 무위에 그치게 하였으며, 120분 동안 승부를 가리지 못해 승부차기에 돌입했다. 그는 2번째 키커인 빅상트 리자라쥐의 킥을 막아냈으나, 팀은 루이지 디 비아조와 데메트리오 알베르티니의 실축으로 4년전의 복수에 실패하였다. 그 후 볼로냐로 이적하였으며, 2006년 40세의 나이로 아스콜리에서 현역 은퇴를 선언하였다.

## 플레이 스타일
190cm의 큰 체격에 공중볼 처리 능력이 뛰어났으며, 페널티킥 선방 능력을 갖춘 골키퍼였다.

## 수상
삼프도리아
- 세리에 A : 1990-91
- 코파 이탈리아 : 1987-88, 1988-89, 1993-94
- 수페르코파 이탈리아나 : 1991
- UEFA 컵 위너스컵 : 1990

 인테르나치오날레
- 1997-98 UEFA 컵 우승

 이탈리아
- 1990년 FIFA 월드컵 3위
- 1994년 FIFA 월드컵 준우승